# Donny van de Beek
Donny van de Beek (n. 18 aprilie 1997, Nijkerk, Gelderland, Țările de Jos) este un fotbalist neerlandez, care joacă pe post de mijlocaș la Girona în La Liga. Pe plan internațional, are prezențe la națională pentru Țările de Jos U17⁠(d), Țările de Jos U19⁠(d), Țările de Jos U20⁠(d), Țările de Jos U21⁠(d) și Țările de Jos.

## Cariera de jucător
Nascut în Nijkerkerveen, Van de Beek s-a alăturat Academiei Ajax în 2008. În 2015, și-a făcut debutul competitiv pentru club intr-un meci de UEFA Europa League împotriva clubului scotian Celtic. În sezonul 2016-17, a fost inclus în echipa Ligii Europa a săptămânii din noiembrie. Clubul a ajuns până în finală, dar a pierdut împotriva lui Manchester United. În timpul sezonului 2017-18, Van de Beek s-a stabilit în primul unsprezece a lui Ajax. A marcat primul său hat-trick pentru club și a terminat sezonul cu 13 goluri.

## Palmares
La meciul jucat pe 16 aprilie 2019.
| Club         | Sezon        | Campionat      | Campionat | Campionat | Cupă | Cupă | Continental | Continental | Total | Total |
| Club         | Sezon        | Divizie        | M         | G         | M    | G    | M           | G           | M     | G     |
| ------------ | ------------ | -------------- | --------- | --------- | ---- | ---- | ----------- | ----------- | ----- | ----- |
| Jong Ajax    | 2014–15      | Eerste Divisie | 6         | 0         | –    | –    | –           | –           | 6     | 0     |
| Jong Ajax    | 2015–16      | Eerste Divisie | 13        | 2         | –    | –    | –           | –           | 13    | 2     |
| Jong Ajax    | 2016–17      | Eerste Divisie | 16        | 6         | –    | –    | –           | –           | 16    | 6     |
| Jong Ajax    | Total        | Total          | 35        | 8         | –    | –    | –           | –           | 35    | 8     |
| Ajax         | 2015–16      | Eredivisie     | 8         | 0         | 0    | 0    | 2           | 1           | 10    | 1     |
| Ajax         | 2016–17      | Eredivisie     | 19        | 0         | 2    | 0    | 11          | 0           | 32    | 0     |
| Ajax         | 2017–18      | Eredivisie     | 34        | 11        | 1    | 0    | 4           | 2           | 39    | 13    |
| Ajax         | 2018–19      | Eredivisie     | 30        | 8         | 4    | 4    | 16          | 3           | 50    | 15    |
| Ajax         | Total        | Total          | 91        | 19        | 6    | 3    | 33          | 6           | 130   | 30    |
| Career total | Career total | Career total   | 126       | 27        | 6    | 3    | 33          | 6           | 165   | 38    |

1. ↑  Apariți în UEFA Europa League
2. 1 2  Apariți în UEFA Europa League și UEFA Champions League
3. ↑  Apariți în UEFA Champions League

## Statistici

### Club
Ajax
- vice-campioni Eredivisie: 2014–15[3], 2015–16[3], 2016–17[3], 2017–18[3]
- vice-campioni UEFA Europa League: 2016–17[4]

### Cu naționala
Țările de Jos U-17
- Vice-campioni la Campionatul European de Fotbal U-17: 2014